# 이비차 오심
이반 "이비차" 오심(Ivan "Ivica" Osim, 1941년 5월 6일~2022년 5월 1일)은 보스니아 헤르체고비나의 전 축구 선수이자 전 축구 지도자이다.

## 경력
크로아티아 독립국 사라예보에서 태어났다. 1959년 FK 젤레즈니차르 사라예보에서 처음 프로 경력을 쌓기 시작했다. 선수 시절인 1964년~1969년에 유고슬라비아 축구 국가대표팀을 위해 16차례의 경기에 출장하였다. 1986년부터 6년간 유고슬라비아 축구 국가대표팀의 감독이었으며, 舊유고 대표팀 최후의 감독이기도 했다. 2006년~2007년에는 일본 축구 국가대표팀 감독을 지내기도 했다.